# Предшколско образовање
Предшколско образовање и васпитање подразумева образовање и васпитање деце предшколског узраста, односно узраста од шест месеци до поласка у основну школу.
Предшколске установе су носиоци васпитања и образовања. Оснивачи предшколксих установа могу бити: Република Србија, јединица локалне самоуправе, аутономна покрајина и друга правна и физичка лица. У оквиру предшколског програма установе, остварују се редовни програми васпитно-образовног рада у целодневном и полудневном трајању, а могу да се остварују и други програми, у складу са потребама и интересовањима деце, родитеља, старатеља, сходно могућностима предшколске установе и јединице локалне самоуправе:-програми посебних области васпитно-образовног рада-програми неговања језика и културе националне мањине-повремени програми који имају за циљ остваривање културних и рекреативних активности-програми подршке породици-програми за рад са децом у породици (породичне јасле, “беби сервис“)-други програми и облици рада и услуга, у складу са законом. Ближи услови о врстама, начину остваривања и финансирања посебних, специјализованих програма и других облика рада и услуга које остварује предшколска установа дефинисани су правилником («Службени гласник РС» бр. 26/13). Предшколска установа обавља и делатност којом се обезбеђује исхрана, нега, превентивно-здравствена заштита и социјална заштита деце предшколског узраста, у складу са законом. У изузетним ситуацијама, делатност предшколског васпитања и образовања може да се обавља и у школи, у складу са Законом.Припремни предшколски програм остварује се као програм припреме за полазак у основну школу у оквиру предшколског васпитања и образовања. Остварује се са децом у години пред сам полазак у школу, у трајању девет месеци, најмање четири сата дневно.